# Ludwig Baumer
Ludwig Baumer (* 1908; † 8. November 1977) war ein deutscher Mediziner und Psychiater. 
Ludwig Baumer studierte Medizin mit Schwerpunkt Psychiatrie. Mit Kriegsunterbrüchen war er von 1936 bis 1947 bei Kurt Schneider in der Klinischen Abteilung der Deutschen Forschungsanstalt im Krankenhaus Schwabing tätig. 1947 wurde er Oberarzt bei Georg Stertz am Klinikum der Universität München. Nach seiner Habilitation 1951 an der Ludwig-Maximilians-Universität München war er bis 1976 Chefarzt der Städtischen Nervenklinik Bamberg.
1960 wurde er von Kardinal-Großmeister Eugène Tisserant zum Ritter des Ritterordens vom Heiligen Grab zu Jerusalem ernannt und am 11. September 1960 durch Lorenz Kardinal Jaeger, Großprior des Ordens, investiert.